# Лужецький Володимир Андрійович
Лужецький Володимир Андрійович (нар. 20 серпня 1950, селище Комунар Красногвардійського району Ставропольського краю) - український науковець, завідувач кафедри захисту інформації ВНТУ, доктор технічних наук (2003), професор (2005), завідувач кафедри захисту інформації факультету інформаційних технологій та комп’ютерної інженерії, відмінник освіти України.

## Життєпис
Лужецький Володимир Андрійович народився 20 серпня 1950 року в селищі Комунар Красногвардійського району Ставропольського краю. В 1957 році розпочав навчання у Комунарівській середній школі № 3. У старших класах займався авіамоделюванням і був призером змагань з авіамодельного спорту Ставропольського краю. Школу закінчив із срібною медаллю в 1967 році. У 1967 році вступив до Таганрозького радіотехнічного інституту на факультет автоматики та обчислювальної техніки за спеціальністю «Інформаційно-вимірювальна техніка». Під час навчання отримав диплом І ступеня та іменний наручний годинник як переможець Всесоюзного конкурсу творчості студентів за розробку «Цифровий вольтметр на основі алгоритму «фібоначчівого» пошуку».

## Професійна діяльність
1972 – інженер науково-дослідного сектору (НДС) Таганрозького радіотехнічного інституту (ТРТІ)
1974 – старший інженер НДС ТРТІ
1974-1975 – асистент кафедри інформаційно-вимірювальної техніки в ТРТІ
1975-1977 – навчання в аспірантурі ТРТІ
1977-1978 – навчання в аспірантурі Вінницького політехнічного інституту (ВПІ)
1978 – старший інженер галузевої лабораторії у ВПІ
1978-1982 – асистент кафедри обчислювальної техніки (ОТ) ВПІ
1981 – захист кандидатської дисертації в Харківському політехнічному інституті зі спеціальності «Елементи та пристрої обчислювальної техніки та систем керування»
1982 – старший викладач кафедри ОТ ВПІ
1983-1987 – доцент кафедри ОТ ВПІ
1987-1990 – головний конструктор, заступник директора з наукової роботи СКТБ «Модуль» ВПІ
1987-1989 – старший викладач кафедри ОТ ВПІ
1989-1990 – старший викладач кафедри прикладної математики та обчислювальних систем ВПІ
1992-1994 – доцент кафедри ОТ ВПІ
1994-2001 – доцент кафедри ОТ Вінницького державного технічного університету (ВДТУ)
2001-2002 – професор кафедри ОТ ВДТУ
2003 – захист докторської дисертації у Вінницькому національному технічному університеті (ВНТУ) зі спеціальності 01.05.02 – «математичне моделювання та обчислювальні методи» та 05.13.05 – «елементи та пристрої обчислювальної техніки та систем керування»
2002-2007 – декан факультету комп’ютерних систем та мереж (ФКСМ) ВНТУ
2002-до сьогодні – завідувач кафедри захисту інформації ВНТУ, професор
2017 – підвищення кваліфікації та стажування у ТОВ «Українські системи безпеки – К».

## Наукові ступені і звання
1981 – присуджено науковий ступінь кандидата технічних наук
1993 – присвоєно вчене звання доцента
2003 –  присуджено науковий ступінь доктора технічних наук зі спеціальності зі спеціальності 01.05.02 – «математичне моделювання та обчислювальні методи» та 05.13.05 – «елементи та пристрої обчислювальної техніки та систем керування»
2005 - присвоєно вчене звання професора

## Звання та нагороди
2008 – нагороджений Грамотою Міністерства освіти і науки України за підготовку переможців Всеукраїнського конкурсу студентських наукових робіт
2010 – нагороджений Почесною Грамотою Управління освіти і науки Вінницької обласної державної адміністрації за сумлінну, творчу працю, особисті досягнення у науково-дослідній роботі
2015 – нагороджений Почесною грамотою Вінницької обласної державної адміністрації та обласної ради за сумлінну працю, вагомі трудові здобутки, високий професіоналізм
2018 – нагороджений Подякою Міністерства освіти і науки України за багаторічну сумлінну працю, особистий внесок у підготовку висококваліфікованих спеціалістів
2020 – нагороджений Грамотою Міністерства освіти і науки України за багаторічну сумлінну працю, особистий внесок у підготовку висококваліфікованих спеціалістів
2022 – нагороджений Почесною Грамотою Міністерства освіти і науки України за багаторічну сумлінну працю, особистий внесок у підготовку висококваліфікованих спеціалістів
2024 – нагороджений нагрудним знаком «Відмінник освіти України».

## Наукова, педагогічна та навчально-методична робота
В інтелектуальному доробку Володимира Лужецького близько 400 наукових публікацій, серед яких 5 монографій, шість розділів у 4-х колективних монографіях, 11 навчальних посібників, значна кількість наукових статей у фахових виданнях, з них 8 входять до наукометричних баз даних Scopus та Web of Science, 17 закордонних патентів на винаходи (США, Великобританія, Франція, Німеччина, Канада, Японія, Польща).
Професор Лужецький є членом програмних комітетів багатьох Міжнародних науково-практичних конференцій: «Обробка сигналів і негаусівських процесів», членом редколегій українських фахових журналів: «Вісник ВПІ», «Наукові праці ВНТУ», «Інформаційні технології та комп’ютерна інженерія», заступником голови комітету К3 «Інформаційні системи» Української Федерації Інформатики.
Володимир Андрійович був науковим керівником чотирьох держбюджетних і більше десятка госпдоговірних науково-дослідних робіт. У 2019-2020 роках брав участь у реалізації програми CRDF Global (США) «Поліпшення кібербезпеки в Україні».

## Напрями наукових досліджень
• комп'ютерна арифметика
• криптографія
• кодування та ущільнення інформації

## Основні навчальні дисципліни
- прикладна криптологія,

- теоретичні основи захисту інформації,

- дисципліни аспірантського та магістерського курсів[4].

## Наукові публікації
• Адаптивний метод ущільнення даних на основі лінійної форми Фібоначчі / В. А. Лужецький, Л. А. Савицька // Гармоническое развитие систем – третий путь человечества : коллективная монография по материалам трудов 1-го Международного Конгресса, г. Одесса, 8 - 10 октября 2011 г. – Одесса : ООО «Институт креативных технологий», 2011. – Гл. 4. – С. 109-114. – ISBN 978-966-8888-03-09.
•  Високонадійні математичні Фібоначчі-процесори : монографія / В. А. Лужецький. – Вінниця : ВДТУ, 2000. – 248 с. – ISBN 966-7199-78-9.
• Информационные и алгоритмические основы математических процессоров Фибоначчи / В. А. Лужецький // Гармоническое развитие систем – третий путь человечества : коллективная монография по материалам трудов 1-го Международного Конгресса, г. Одесса, 8 - 10 октября 2011 г. – Одесса : ООО «Институт креативных технологий», 2011. – Гл. 3. – С. 101-108. – ISBN 978-966-8888-03-09.
• Машинная арифметика ЦВМ в кодах Фибоначчи и золотой пропорции / А. П. Стахов, В. А. Лужецький. – Москва : Научный Совет АН СССР по комплексной проблеме “Кибернетика”, 1981. – 64 с.
• Метод автентифікації у бездротових мережах на основі моделі довіри / В. А. Лужецький, О. П. Войтович, О. О. Шулятицька // Наукоемкие технологии в инфокоммуникациях: обработка информации, кибербезопасность, информационная борьба : коллективная монография / МОН Украины, ХНУРЭ ; под общ. ред. В. М. Безрука, В. В. Баранника. – Xарків : Лідер, 2017. – Ч. 3. – С. 500-515. – ISBN 978-966-2732-78-8.
• Методи адаптивного ущільнення даних на основі лінійної форми Фібоначчі / В. А. Лужецький, Л. А. Савицька // Наукоемкие технологии в инфокоммуникациях: обработка и защита информации : коллективная монография / под ред. В. М. Безрука, В. В. Баранника. – Xарків : Компания СМИТ, 2013. – Ч. 2. – С. 241-260. – ISBN 978-617-624-021-4.
• Методи та засоби адаптивного ущільнення даних на основі лінійної форми Фібоначчі [Електронний ресурс] : монографія / В. А. Лужецький, Л. А. Савицька ; ВНТУ. – Електронні текстові дані (1,51 МБ). – Вінниця : ВНТУ, 2016. – 1 ел.-опт. диск. – Локальна мережа НТБ ВНТУ. – процесор Pentium; 512 MbRAM; Windows XP, 7, 8 10; Acrobat Reader 6.0+.]
• Методи та засоби стеганографічного захисту інформації на основі вейвлет-перетворень : монографія / В. В. Лукічов, В. А. Лужецький, А. С. Васюра ; ВНТУ. – Вінниця : ВНТУ, 2014. – 160 с. – ISBN 978-966-641-572-4.
• Методи та засоби швидкого багатоканального гешування даних в комп’ютерних мережах : монографія / Ю. В. Баришев, В. А. Лужецький ; ВНТУ. – Вінниця : ВНТУ, 2016. – 144 с. – ISBN 978-966-641-672-1.
• Методы повышения быстродействия АЦП поразрядного уравновешивания / В. А. Лужецкий, М. Л. Петришин // Information Technology in Selected Areas of Management 2017 / Scientific Editor: Lyubomyr Petryshyn. – Wydawnictwa AGH, Krakow 2018. – P. 135-148.
• Pseudonondeterministic approach of control systems cryptographic protection / V. A. Luzhetskyі, Y. V. Baryshev, V. D. Derech // Information Technology in Selected Areas of Management 2017 / Scientific Editor: Lyubomyr Petryshyn. – Wydawnictwa AGH, Krakow 2018. – P. 25-38.
• Арифметичні основи комп’ютерної техніки : посібник / В. А. Лужецький, Ю. Г. Лега ; МОН України, Черкаський держ. технологічний ун-т. – Черкаси : ЧДТУ, 2007. – 203 с. – (Серія : комп’ютери & математика). – ISBN 978-966-402-028-9.
• Захист персональних даних = Data Protection : навчальний посібник / В. А. Лужецький, О. П. Войтович, А. В. Дудатьєв ; ВНТУ. – Вінниця : ВНТУ, 2009. – 487 с. – ISBN 978-966-641-317-1.
• Інформаційна безпека = Information security : навчальний посібник / В. А. Лужецький, О. П. Войтович, А. В. Дудатьєв ; ВНТУ. – Вінниця : УНІВЕРСУМ-Вінниця, 2009.
• Інформаційна безпека = Information security : навчальний посібник / В. А. Лужецький, О. П. Войтович, А. В. Дудатьєв ; МОН України, ВНТУ. – Вінниця : УНІВЕРСУМ-Вінниця, 2009. – 240 с. – ISBN 978-966-641-297-6.
• Комп'ютер. Короткий конспект / Р. Г. Тадевосян, В. А. Лужецький. – Вінниця : ВАТ «Інфракон», 2003. – 28 с. – ISBN 966-963-32-0-6.
•Основи інформатики та інформаційних технологій : навчальний посібник / В. А. Лужецький, Л. І. Северин, В. А. Каплун ; ВНТУ. – Вінниця : ВНТУ, 2004. – 70 с.
• Основи інформаційної безпеки : навч. посіб. / В. А. Лужецький, А. Д. Кожухівський, О. П. Войтович ; МОН України, ВНТУ. – Вінниця : ВНТУ, 2013. – 220 с. – ISBN 978-966-641-514-4.
• Основи інформаційної безпеки : посібник / В. А. Лужецький, Л. І. Северин, О. П. Войтович, А. Д. Кожухівський, І. Б. Трегубенко ; М-во освіти і науки України, Черкас. держ. технол. ун-т. – Черкаси : ЧДТУ, 2008. – 243 с.
•Основи організаційного захисту інформації : навчальний посібник / В. А. Лужецький, Л. І. Северин, Ю. П. Гульчак, А. Д. Кожухівський ; МОН України. – Вінниця : ВНТУ, 2005. – 148 с.
• Windows. Короткий конспект / Р. Г. Тадевосян, В. А. Лужецький. – Вінниця : ВАТ «Інфракон», 2003. – 44 с. – ISBN 966-96332-1-4.